# Плоское (Дзержинский район)
Пло́ское (бел. Пло́скае) — деревня в составе Станьковского сельсовета Дзержинского района Минской области Беларуси. Деревня расположена в 19 километрах от Дзержинска, 58 километрах от Минска и 9 километрах от железнодорожной станции Негорелое.

## История
Плоское упоминается в инвентаре имения Койданово в 1588 году в Минском повете ВКЛ. После 2-го раздела Речи Посполитой (1793) в составе Российской империи. В 1800 году — 18 дворов, 81 житель, деревня является владением Радзивиллов, в Минском уезде. В 1897 году — застенок, насчитывалось 17 дворов, 116 жителей, в Минском уезде Минской губернии.
В 1917 году — 18 дворов, 106 жителей, неподалёку располагался фольварк Плоское (15 жителей). С 9 марта 1918 года в составе провозглашённой Белорусской Народной Республики, однако фактически находилась под контролем германской военной администрации. С 1 января 1919 года в составе Советской Социалистической Республики Белоруссия, а с 27 февраля того же года в составе Литовско-Белорусской ССР, летом 1919 года деревня была занята польскими войсками, после подписания рижского мира — в составе Белорусской ССР. С 20 августа 1924 года в 1-м Нарейковском сельсовете (18 декабря 1925 года переименован в Ляховичский, с 25 июля 1931 по 23 августа 1937 года — национальный польский сельсовет) Койдановского района Минского округа. С 29 июля 1932 года Дзержинского района, с 31 июля 1937 года в Минском районе. С 20 февраля 1938 года в Минской области, с 4 февраля 1939 года в воссозданном Дзержинском районе. В годы коллективизации организован колхоз «Новый мир».
В Великую Отечественную войну с 28 июня 1941 по 6 июля 1944 года находилась под немецко-фашистской оккупацией, на фронтах погибли 12 жителей. После войны входила в состав колхоза «Беларусь».
По состоянию на 2009 год в составе ЗАО «Негорельское». 30 октября 2009 года, деревня перешла из состава упразднённого Ляховичского сельсовета в Станьковский сельский Совет.

## Население
| Численность населения (по годам) | Численность населения (по годам) | Численность населения (по годам) | Численность населения (по годам) | Численность населения (по годам) | Численность населения (по годам) | Численность населения (по годам) | Численность населения (по годам) |
| 1800                             | 1897                             | 1909                             | 1917                             | 1999                             | 2004                             | 2010                             | 2017                             |
| -------------------------------- | -------------------------------- | -------------------------------- | -------------------------------- | -------------------------------- | -------------------------------- | -------------------------------- | -------------------------------- |
| 81                               | ↗116                             | ↘58                              | ↗106                             | ↘40                              | ↘37                              | ↘35                              | ↘30                              |
| 2018                             | 2020                             |                                  |                                  |                                  |                                  |                                  |                                  |
| ↗32                              | ↘28                              |                                  |                                  |                                  |                                  |                                  |                                  |